# Lennard Pearce
Lennard Pearce (Londen, Engeland, 9 februari 1915 - aldaar, 15 december 1984) was een Engels acteur, vooral bekend als 'Grandad' uit de comedyserie Only Fools and Horses. Hij speelde met name gastrollen in televisieseries; onder meer in Sykes, Minder, Bless Me Father en Crown Court. Hij kreeg zijn opleiding aan de Royal Academy of Dramatic Art in Londen. Tijdens de Tweede Wereldoorlog zat hij in een speciaal regiment dat optrad voor de soldaten. Hij deed weinig tv-werk maar was wel in vele theaters te zien.
In 1980 wilde Pearce het acteren helemaal opgeven, na ziek te zijn geweest. Toen hij de rol van Grandad aangeboden kreeg, bezorgde hem dat aan het einde van zijn leven nog een enorme populariteit. Pearce stierf plotseling tijdens de productie van de aflevering Hole in One (seizoen 4) van de serie, nadat hij een tweede hartaanval kreeg binnen twee weken. Acteur Buster Merryfield verving hem, maar de meeste afleveringen van het seizoen moesten opnieuw worden opgenomen.

## Filmografie
- No Hiding Place Televisieserie - Eerste ambulance-man (Afl., Aftertaste, 1964)
- Armchair Theatre Televisieserie - Albert Waite (Afl., They Throw It at You, 1964)
- Thorndyke Televisieserie - Shenston (Afl., The Puzzle Lock, 1964)
- Dixon of Dock Green Televisieserie - Mr. Kemp (Afl., Act of Violence, 1965)
- The Wednesday Play Televisieserie - Tariefbetaler (Afl., Cathy Come Home, 1966)
- Dr. Finlay's Casebook Televisieserie - Pearson (Afl., Over My Dead Body, 1967)
- Dr. Finlay's Casebook Televisieserie - Consultant (Afl., Time Past: Time Future, 1967)
- The First Lady Televisieserie - Rol onbekend (Afl., To Hell with Purity, 1969)
- Dr. Finlay's Casebook Televisieserie - John Dow (Afl., Put Your Cross Here, 1969)
- A Family at War Televisieserie - Cowking (Afl., Hope Against Hope, 1970)
- Nearest and Dearest Televisieserie - Dokter (Afl., Make Yourself at Home, 1970)
- Softly Softly Televisieserie - Pearson (Afl., The Amateur, 1972)
- Sykes Televisieserie - Clublid (Afl., Uncle, 1972)
- Marked Personal Televisieserie - Mr. Potts (Episode 1.49, 1974|Episode 1.50, 1974)
- Antony and Cleopatra (Televisiefilm, 1974) - Cleopatra's schoolmeester
- Victorian Scandals Televisieserie - Brigadier Simmonds (Afl., The Fruits of Philosophy, 1976)
- Within These Walls Televisieserie - Mr. Kearny (Afl., The Mystery, 1976)
- Face of Darkness (1976) - Edward Langdon
- Hammer House of Horror Televisieserie - Rector (Afl., Witching Time, 1980)
- Play for Today Televisieserie - Patiënt (Afl., Name for the Day, 1980)
- Bless Me Father Televisieserie - Ambtenaar in rechtbank (Afl., Porgy & Bess, 1981)
- Only Fools and Horses Televisieserie - Grandad (23 afl., 1981-1984)
- Crown Court Televisieserie - Ronald Wardle (Afl., Mother Figures, 1984)
- Shroud for a Nightingale (Mini-serie, 1984) - Mr. Coles
- Minder Televisieserie - George (Afl., The Balance of Power, 1984)

- Library of Congress Control Number: no2010093695
- MusicBrainz: 2b39bde6-d11b-4d2a-8055-7dc29f2557c5
- Virtual International Authority File: 122182336
- WorldCat: E39PBJtX9vKyDj8kM4mMBvYXVC